# Дилетант
Дилетант (на италиански: dilettante; на френски: dilettante от ит. dilettare, лат. delecto – забавлявам, радвам, възхищавам) е лице, което болезнено и пристрастено се занимава с някоя наука или изкуство, а също така и лице, което упражнява дейности, свързани с тях, без да има необходимата професионална подготовка и специализирано образование.
Дилетантизмът е социално явление, познато още от времето на Сократ. В България тази проблематика е детайлно изследвана от проф.Иван Славов и описана в книгата му „Дилетантизмът“, издадена през 1984 г. от издателство „Наука и изкуство“.

## Характеристика
Дилетантът добре осъзнава, но трудно приема професионализма в областта, с която се занимава, например в музикалното изкуство, поради това че по една или друга причина не е успял да се образова, а в много случаи и поради липсата на талант.
Дилетантът е човек, отдаден на една идея, мисъл, чувство, страст, които поглъщат значителна част от неговите сили, време, средства, без да е сигурен в успеха и още по-малко в признанието.